# Herb gminy Wola Mysłowska
Herb gminy Wola Mysłowska – jeden z symboli gminy Wola Mysłowska, ustanowiony 28 grudnia 2011.

## Wygląd i symbolika
Herb przedstawia na tarczy w polu czerwonym połulilię i połukoło srebrne. Jest to nawiązanie do herbu Wyssogota rodu Zakrzewskich.